# Пакистан на літніх Олімпійських іграх 2008
Пакистан брав участь у Літніх Олімпійських іграх 2008 року у Пекіні (Китай) уп'ятнадцяте за свою історію, але не завоював жодної медалі. Збірну країни представляли 2 жінки.